# Galium oelandicum
Galium oelandicum is een plant die endemisch is op het eiland Öland in Zweden. 

## Naamgeving enetymologie
- Synoniemen: Galium pumilum Murray subsp. oelandicum Sterner & Hyl., Galium sterneri Ehrend. subsp. oelandicum (Sterner & Hyl.) Hyl.
- Zweeds: Ølands-Snerre

De botanische naam Galium is afgeleid van het Oudgriekse γάλα, gala (melk). De soortaanduiding oelandicum is een latinisering van de vindplaats Öland.

## Kenmerken
Galium oelandicum is een overblijvende, kruidachtige plant met dunne, opgaande of liggende bloemstengels tot 7 cm hoog. De plant vormt vaak dichte tapijten van vegetatieve scheuten. De bladeren staan in kransen van meestal 8 stuks, zijn ongeveer 1 cm lang en lijnlancetvormig. 
De bloemen staan in een kleine pluimvormige bloeiwijze aan de top en in de oksels van de bladkransen. De bloempjes zijn wit. De vruchten hebben hoge, spitse wratten. 

## Habitaten verspreiding
Galium oelandicum heeft een voorkeur voor droge, kalkrijke bodems met weinig humus in volle zonlicht, vooral op alvar. 
Het is een endemische plant in het eiland Öland voor de kust van Zweden, waar het vooral voorkomt op het kalkplateau Stora Alvaret.
... · 
G. aparine (Kleefkruid) · 
G. boreale (Noords walstro) · 
G. glaucum (Zeegroen walstro) · 
G. mollugo (Glad walstro) · 
G. odoratum (Lievevrouwebedstro) · 
G. oelandicum · 
G. palustre (Moeraswalstro) · 
G. parisiense (Frans walstro) · 
G. pumilum (Kalkwalstro) · 
G. saxatile (Liggend walstro) · 
G. sylvaticum (Boswalstro) · 
G. tricornutum (Driehoornig walstro) · 
G. uliginosum (Ruw walstro) · 
G. verum (Geel walstro) · 
...